# Schackoinella
Schackoinella, en ocasiones erróneamente denominado Schakoinella, es un género de foraminífero bentónico de la familia Glabratellidae, de la superfamilia Glabratelloidea, del suborden Rotaliina y del orden Rotaliida. Su especie tipo es Schackoinella sarmatica. Su rango cronoestratigráfico abarca desde el Luteciense (Eoceno medio) hasta la Actualidad.

## Clasificación
Schackoinella incluye a las siguientes especies:
- Schackoinella agrawali
- Schackoinella antarctica
- Schackoinella favoculcita
- Schackoinella lepida
- Schackoinella sarmatica
- Schackoinella singhi
- Schackoinella tewarii
- Schackoinella tricamerata
- Schackoinella wadeae

Otras especies consideradas en Schackoinella son:
- Schackoinella dissensa, de posición genérica incierta
- Schackoinella globosa, aceptado como Murrayinella globosa
- Schackoinella gordabankensis, de posición genérica incierta
- Schackoinella spinata, de posición genérica incierta

En Schackoinella se ha considerado el siguiente subgénero:
- Schackoinella (Beella), aceptado como género Beella